# Aoplus lugubris
Aoplus lugubris là một loài tò vò trong họ Ichneumonidae.